# Nybohovsbron

Nybohovsbron, eller Nybohovsviadukten, är en bro i södra Stockholm som sträcker sig över E4/E20 Essingeleden mellan stadsdelen Aspudden och bostadsområdet Nybohov i stadsdelen Liljeholmen. 

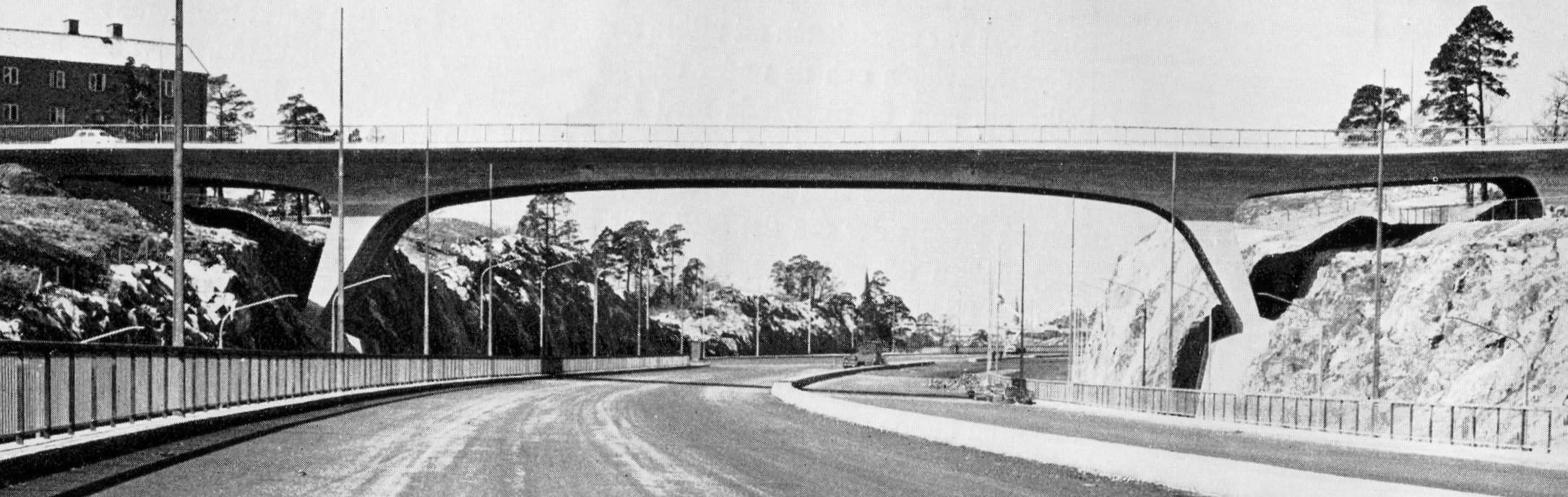
Nybohovsbron sedd från söder kort före invigningen 1966.

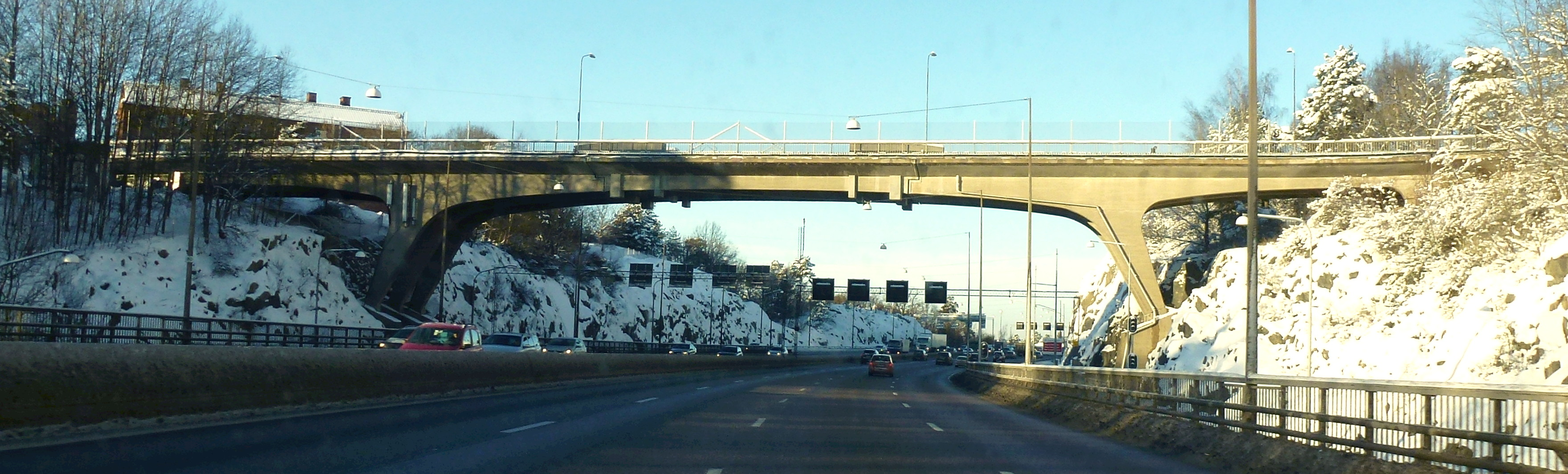
Nybohovsbron, vy som ovan, januari 2013. Brons förstärkningsåtgärder syns på några "betongklackar" på och vid sidan av bron.

Nybohovsbron är en del av Essingeleden. Den spänner 80 meter över bergsskärningen i Nybohovsberget och är en betongkonstruktion, utformad som en ram med snedställda ramben. Utförandet skulle ge en god anpassning till terrängen. Bron invigdes samtidigt med Essingeleden den 21 augusti 1966. Byggherre var Stockholms gatukontor och ansvarig för genomförandet var kommunägda Gekonsult. Entreprenör var konsortiet Hägerstensarbetena bestående av AB Bergendahl & Höckert och AB Samuelsson & Bonnier som även byggde Hägerstensviadukten.
År 2004 undersöktes bron av experter som slog fast att utan omfattande reparationer skulle risken för att den skulle falla ned över Essingeleden vara överhängande. Nybohovsbron stängdes av för bilar redan 1990. Inte för att bron var fallfärdig, utan för att bostadsområdena i grannskapet stördes av genomfartstrafik. Nybohovsbron kunde under år 2005 repareras och förstärkas utan att trafiken på Essingeleden behövde inskränkas.